# Elstob
Elstob – przysiółek w Anglii, w Durham, w dystrykcie (unitary authority) County Durham. Leży 20.8 km od miasta Durham i 355.9 km od Londynu. W 1961 roku civil parish liczyła 63 mieszkańców.